# Brandståndssläktet
Brandståndssläktet (Erechtites) är ett släkte i familjen korgblommiga växter i Nordamerika, Västindien, Sydamerika, Oceanien, Australien och Nya Zeeland.
Arter enligt Catalogue of Life:

- Erechtites apargiifolia
- Erechtites asper
- Erechtites atkinsoniae
- Erechtites bathurstiana
- Erechtites bukaensis
- Erechtites diversifolia
- Erechtites glabrescens
- Erechtites glomerata
- Erechtites glossantha
- Erechtites goyazensis
- Erechtites gunnii
- Erechtites hieraciifolia
- Erechtites hispidula
- Erechtites ignobilis
- Erechtites kermadecensis
- Erechtites lacerata
- Erechtites leptantha
- Erechtites minimus
- Erechtites misionum
- Erechtites picridioides
- Erechtites prenanthoides
- Erechtites quadridentata
- Erechtites runcinata
- Erechtites scaberula
- Erechtites sonchoides
- Erechtites tenuiflora
- Erechtites valerianifolius
- Erechtites wairauensis

## Bildgalleri

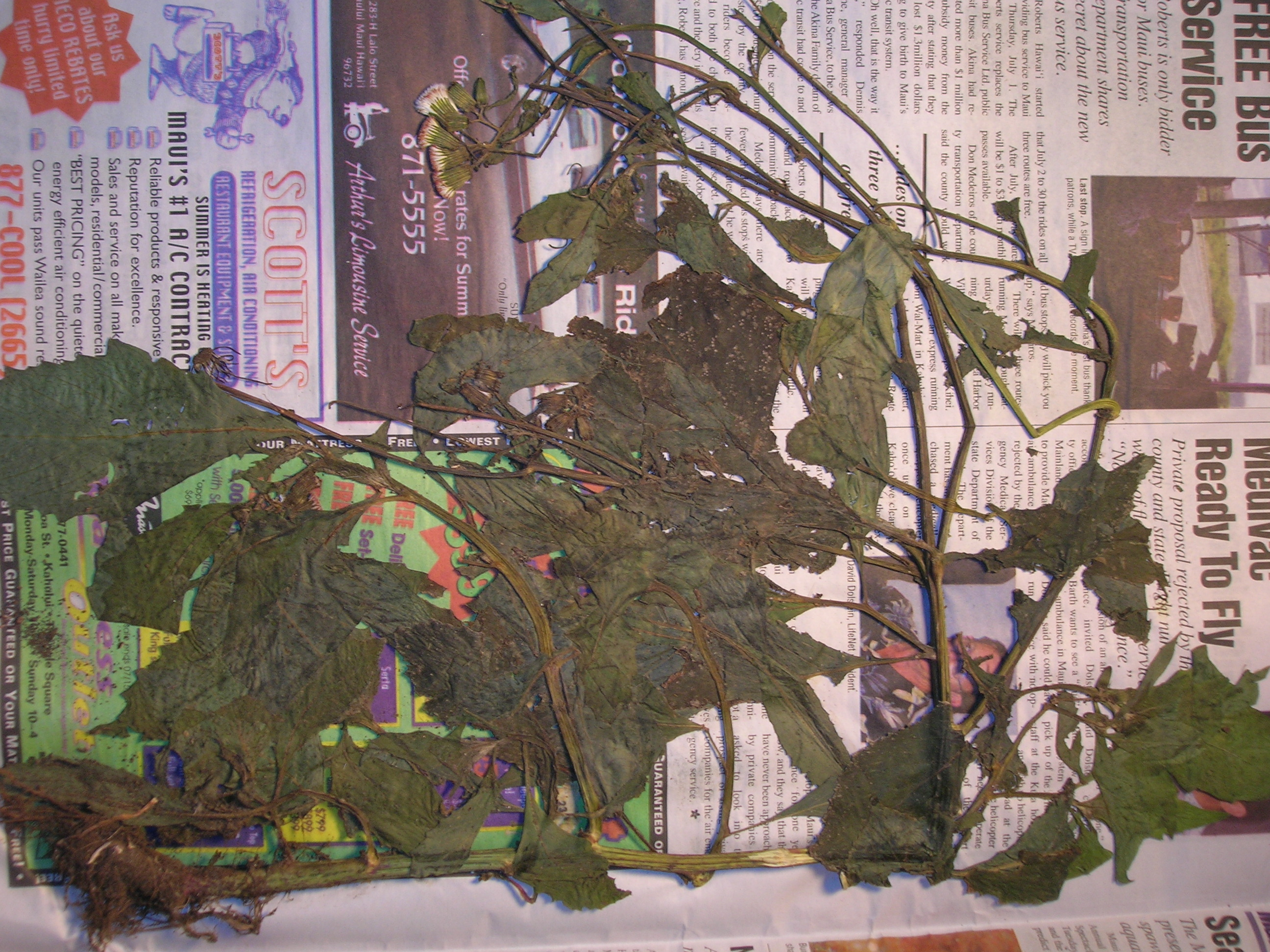
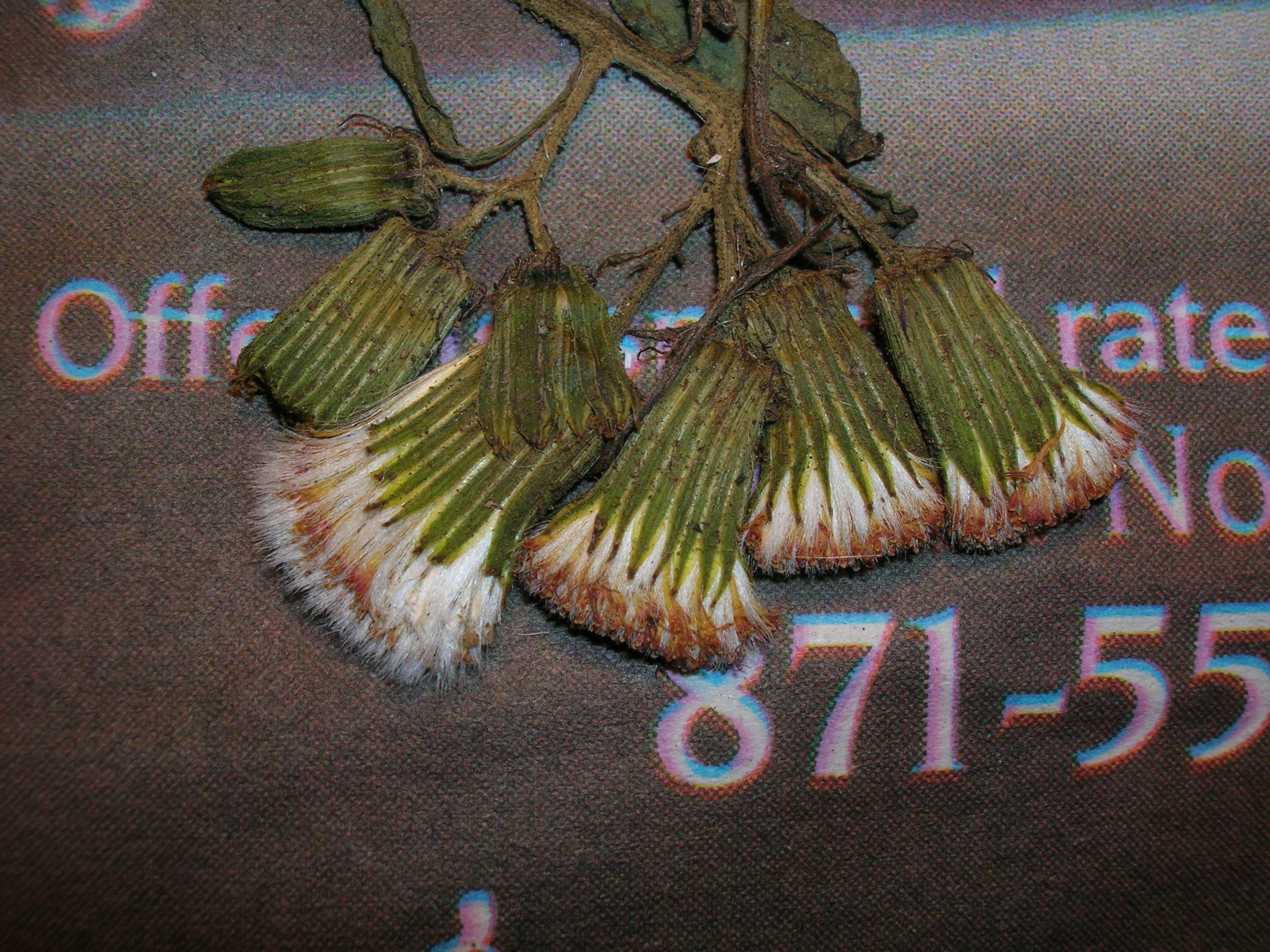
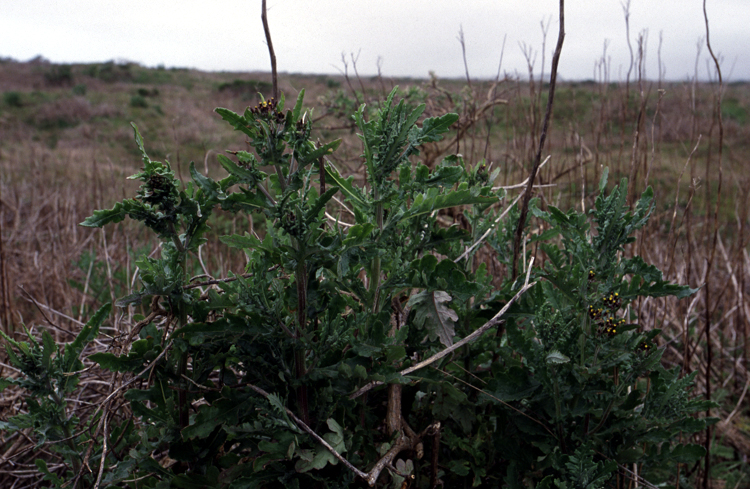
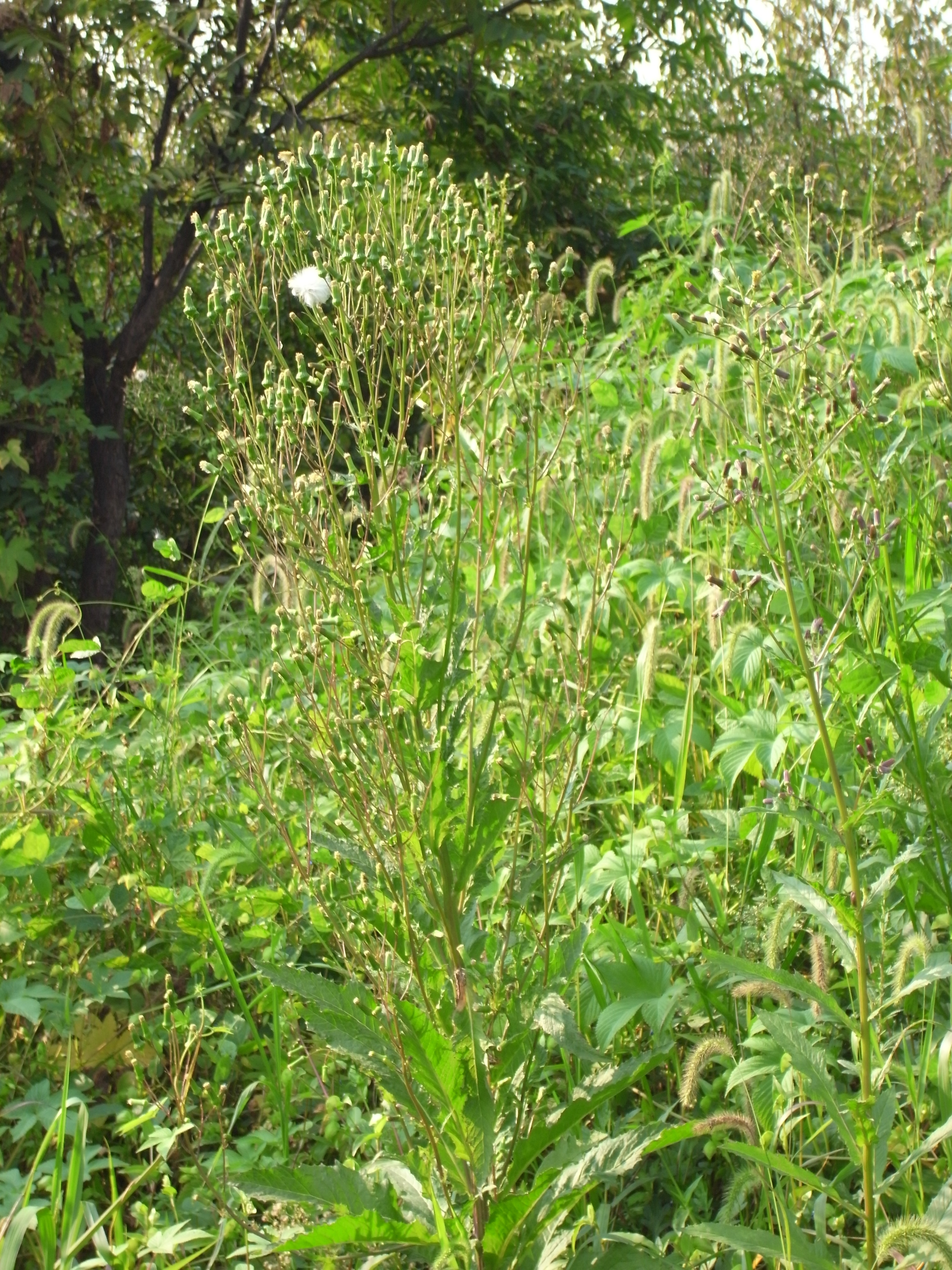
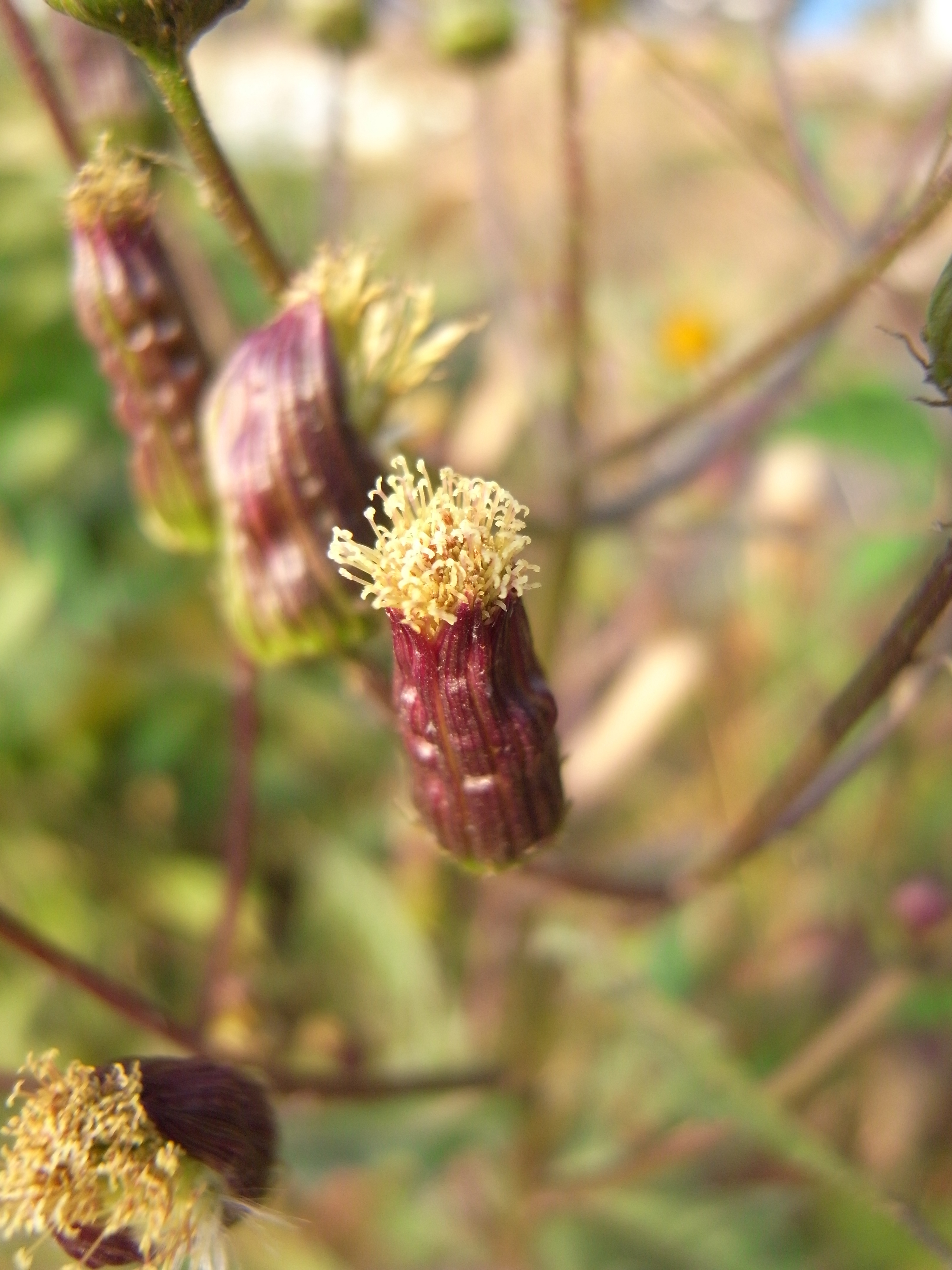
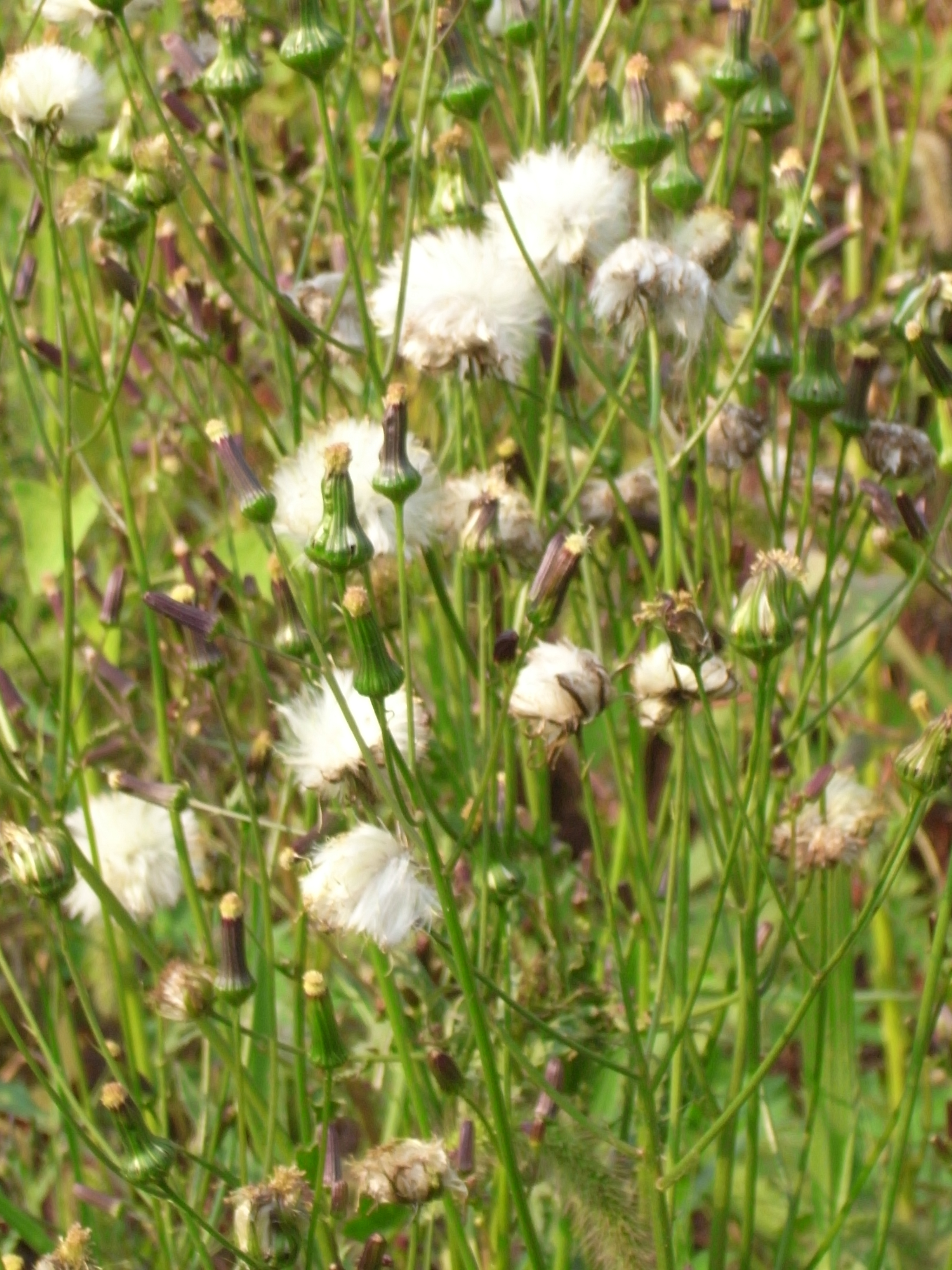